# نکر شمالی
نکر شمالی (به انگلیسی: Nakkar Shamali) یک منطقهٔ مسکونی در پاکستان است که در ناحیه بهمبر واقع شده‌است. نکر شمالی ۰٫۹۶ کیلومتر مربع مساحت و ۷۰۰ نفر جمعیت دارد و ۲۹۰ متر بالاتر از سطح دریا واقع شده‌است.